# The Vampyre

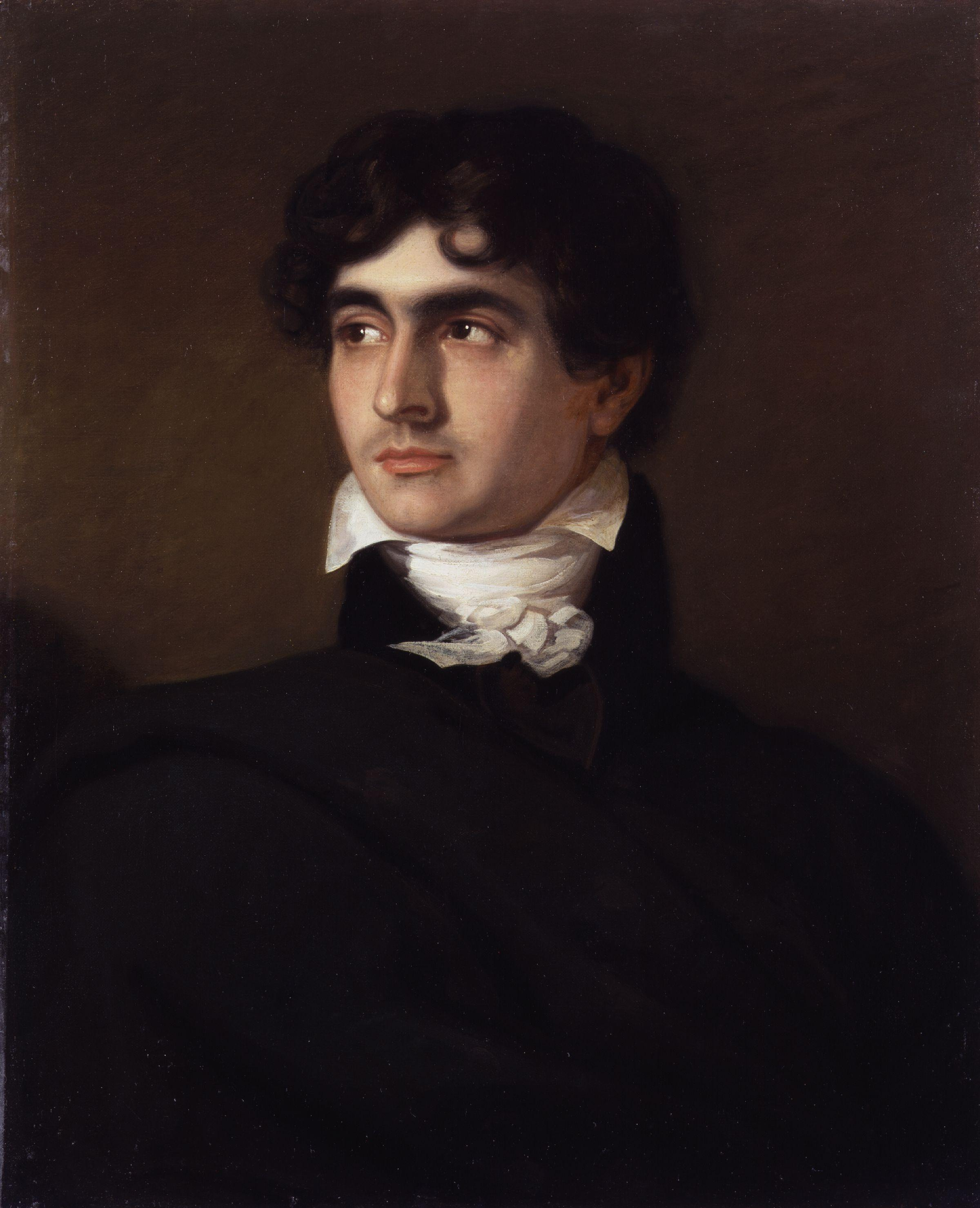
John William Polidori, schilderij van F.G. Gainsford

The Vampyre (De Vampier) is een kort verhaal (of novelle) geschreven door John William Polidori dat de voorloper werd van talloze vampierverhalen. In 2024 is het als De Vampyr in het Nederlands vertaald door Bies van Ede, de omslag illustratie is van Erik Kriek.
Het werk wordt door Christopher Frayling beschreven als "het eerste verhaal dat erin slaagde om de uiteenlopende elementen van vampirisme in een samenhangend literair genre onder te brengen". The Vampyre werd voor het eerst gepubliceerd op 1 april 1819 door Colburn in de New Monthly Magazine. Het werd aanvankelijk gepubliceerd als "A Tale by Lord Byron". Polidori, die arts was, had het griezelverhaal echter geschreven in het gezelschap van Lord Byron, Percy Shelley en Mary Shelley tijdens een verblijf aan het Meer van Genève in 1816.

## Personages
- Lord Ruthven: een minzame Britse edelman, de vampier
- Aubrey: een jonge gentleman die een wees is
- Ianthe: een mooie vrouw die Aubrey op een van zijn reizen met Ruthven ontmoet
- Aubrey's zuster, die de verloofde wordt van de graaf van Marsden
- De graaf van Marsden — die ook Lord Ruthven is

## Het verhaal
Aubrey, een jonge Engelsman, ontmoet Lord Ruthven, een man van mysterieuze afkomst die zich beweegt binnen de Londense societykringen.  Aubrey begeleidt Ruthven naar Rome, maar verlaat hem nadat Ruthven de dochter van een gemeenschappelijke kennis verleidt. Aubrey reist naar Griekenland, waar hij zich aangetrokken voelt tot Ianthe, de dochter van een herbergier. Ianthe vertelt Aubrey over de legende van de vampier. Ruthven maakt ook zijn verschijning en kort daarna wordt Ianthe gedood door een vampier. Aubrey heeft nog niet door dat Ruthven zelf de vampier is en vergezelt hem weer op zijn reizen. Het duo wordt aangevallen door bandieten en Ruthven is dodelijk gewond. Voor hij sterft, laat hij Aubrey een eed zweren dat hij aan niemand iets zal zeggen over zijn dood vooraleer er een jaar en een dag zijn gepasseerd. Terugkijkend op de voorbije gebeurtenissen, realiseert Aubrey zich dat iedereen die met Ruthven in aanraking kwam geleden heeft.
Aubrey keert terug naar Londen en is verbaasd wanneer Ruthven kort daarna levend en wel verschijnt. Ruthven herinnert Aubrey aan zijn eed om zijn dood geheim te houden. Ruthven begint dan Aubrey's zuster te verleiden, en Aubrey zelf krijgt een zenuwinzinking wanneer hij vruchteloos tracht zijn zuster te beschermen. Ruthven en Aubrey's zuster gaan trouwen op de dag dat de eed eindigt. Aubrey schrijft een brief aan zijn zus waarin hij het verhaal onthult over Ruthvens dood, daarna sterft hij. De brief komt niet op tijd aan. Ruthven trouwt met Aubrey's zuster, doodt haar op hun huwelijksnacht, en ontsnapt.